# ݑ
Bāʾ trois points suscrits ‹ ݑ › est une lettre additionnelle de l’alphabet arabe utilisée en wolof écrit avec le wolofal et proposée durant des ateliers organisés par l’Isesco dans les années 1980. Elle est composée d’un bāʾ ‹ ب › diacrité de trois points suscrits. Elle n’est pas à confondre avec le pāʾ ‹ پ › dont les trois points sont souscrits et vers le bas, le bāʾ trois points souscrits vers le haut ‹ ݒ ›, ni avec le bāʾ diacrité de trois petits points suscrits.

## Utilisation
En 1913, Arendorff indique que cette lettre est utilisée dans certains manuscrits peuls pour représenter une consonne occlusive bilabiale sourde [p], une consonne occlusive injective bilabiale voisée [ɓ] ou une consonne occlusive bilabiale voisée prénasalisée [m͡b.
Cette lettre a été proposée, durant des ateliers organisés par l’Isesco dans les années 1980, pour transcrire une consonne occlusive bilabiale sourde /p/ dans l’écriture du peul, transcrite avec un p ‹ p › dans l’alphabet latin.
En wolofal (alphabet dérivé de l’alphabet arabe pour l’écriture du wolof), la lettre bāʾ diacrité de trois points suscrits ‹ ݑ ›, est utilisé pour transcrire p ou mb, mais à généralement trois petits points suscrits.